# Ctenitis cirrhosa
Ctenitis cirrhosa är en träjonväxtart som först beskrevs av Julius Schumann, och fick sitt nu gällande namn av Ren-Chang Ching. Ctenitis cirrhosa ingår i släktet Ctenitis och familjen Dryopteridaceae. Inga underarter finns listade.